# Lebrum de Miraumont
Lebrum de Miraumont was een familie van Zuid-Nederlandse adel.

## Geschiedenis
De eerste leden van de familie Lebrum die zich als notabelen lieten kennen, waren Maximilien en Ferdinand Lebrum de Miraumont.
Ferdinand Lebrum had als laatste afstammelinge zijn achterkleindochter Marie-Isabelle Lebrum de Miraumont (1788-1877). Ze was getrouwd met Eugène de Robiano en kreeg in 1848 postume adelserkenning met de titel graaf, voor haar en haar kinderen, in herinnering aan de overleden echtgenoot en vader.
Maximilien Lebrum de Miraumont (1661-1747) was in 1700 getrouwd met Agnès Modez († 1729). Ze hadden twee zoons: Joachim en Jacques, die hierna worden vermeld.

## Jean ChrétienJosephLebrum de Miraumont
Jean-Chrétien Joseph Lebrum de Miraumont (Luxemburg, 12 oktober 1751 - Bergen, 24 januari 1840) was een zoon van Joachim Lebrum de Miraumont (1716-1759) en van Anne-Marguerite Colins († 1758). Joachim was heer van Planty, majoor bij het regiment van Saksen-Gotha in Oostenrijkse dienst. Joseph werd officier in ditzelfde regiment. 
Hij trouwde in 1783 met de officiersdochter Amélie de Gournay (1764-1811). Ze kregen zeven kinderen, geboren tussen 1783 en 1796. Aangezien ze alle zeven in Bergen werden geboren, mag men aannemen dat Lebrum er de revolutiejaren doormaakte. Er is niet bekend of hij er ook een rol speelde.
Hij werd in 1816 erkend in de erfelijke adel en benoemd in de Ridderschap van Henegouwen.
Van de vijf dochters trouwde alleen Marie Lebrum (1786-1849). Haar echtgenoot was Prosper de Nachtegael (1787-1864), ontvanger van belastingen in Vilvoorde. Het echtpaar bleef kinderloos en had tot gevolg dat ze milde giften deden. In de Onze-Lieve-Vrouwekerk in Vilvoorde bekostigden ze een marmervloer en richtten ze een aanzienlijk monument op ter hunner nagedachtenis.
Van de twee zoons trouwde alleen Fery Lebrum (1792-1856). Hij trouwde in 1846 met de officiersdochter Marie Goupy de Quabeck (1822-1865). De familie had eigendommen behouden in de vroegere heerlijkheid Grand-Reng en Fery en zijn vrouw resideerden er meestal. Ze kregen twee dochters, met als gevolg dat deze familietak uitdoofde in 1856 en de laatste naamdraagster stierf in 1890.

## Ferdinand Lebrum de Miraumont
Ferdinand Joseph Lebrum de Miraumont (Brussel, 20 september 1765 - Hondelange, 18 november 1836) was een zoon van Jacques Lebrum de Miraumont, luitenant bij het regiment Los Rios, en van Anne de Monflin, vrouwe van Hondelange en Arsdorf.
In 1816 werd hij erkend in de erfelijke adel en benoemd in de Ridderschap van het Groothertogdom Luxemburg. Hondelange, waar de familie eigendommen had behouden in de vroegere heerlijkheid Hondelange, bleef de plek waar geresideerd werd, waar de meeste afstammelingen geboren werden en er ook soms trouwden en stierven.
Hij trouwde in 1816 met de adellijke officiersdochter Françoise d'Huart (1788-1819) en ze kregen vijf kinderen, van wie drie nog voor het huwelijk. De echtgenote overleed in het kinderbed bij de geboorte van het vijfde kind. De weduwnaar hertrouwde enkele maanden later met Philippine de Nonancourt (1776-1836).
Naast vier dochters had het echtpaar Lebrum-d'Huart een zoon, Claude Lebrum (1813-1871). Hij werd burgemeester van Hondelange en trouwde met een dorpsgenote, Anne Hansel (1826-1905). Ze kregen dertien kinderen: negen meisjes, van wie er vijf trouwden en vier jongens, die trouwden maar waar precieze gegevens over ontbreken, behalve over de jongste, Paul Lebrum de Miraumont (1869-1932), die hoofdeconoom werd bij de Algemene Spaar- en Lijfrentekas. Hij trouwde met Maria Schenofsky (1882-1970). Hun enige dochter, Claudine Lebrum (1904-1990), werd advocaat en bleef ongehuwd, wat meteen het einde betekende van deze familietak.